# Arsenal FC in het seizoen 2015/16
Dit artikel beschrijft de prestaties van de Engelse voetbalclub Arsenal FC in het seizoen 2015–2016.

## Selectie
| No.           | Naam                    | Nationaliteit | Geboortedatum | Vorige club         |
| ------------- | ----------------------- | ------------- | ------------- | ------------------- |
| Keepers       |                         |               |               |                     |
| 13            | David Ospina            | Colombia      | 31-08-1988    | OGC Nice            |
| 26            | Damián Martínez         | Argentinië    | 02-09-1992    | Sheffield Wednesday |
| 33            | Petr Čech               | Tsjechië      | 20-05-1982    | Chelsea             |
| Verdedigers   |                         |               |               |                     |
| 2             | Mathieu Debuchy         | Frankrijk     | 28-07-1985    | Newcastle United    |
| 3             | Kieran Gibbs            | Engeland      | 26-09-1989    | Norwich City        |
| 4             | Per Mertesacker         | Duitsland     | 29-09-1984    | Werder Bremen       |
| 5             | Gabriel Paulista        | Brazilië      | 26-11-1990    | Villarreal          |
| 6             | Laurent Koscielny       | Frankrijk     | 10-09-1985    | FC Lorient          |
| 18            | Nacho Monreal           | Spanje        | 26-02-1986    | Málaga CF           |
| 21            | Calum Chambers          | Engeland      | 20-01-1995    | Southampton FC      |
| 24            | Héctor Bellerín         | Spanje        | 10-03-1995    | /                   |
| Middenvelders |                         |               |               |                     |
| 7             | Tomáš Rosický           | Tsjechië      | 04-10-1980    | Borussia Dortmund   |
| 8             | Mikel Arteta            | Spanje        | 26-03-1982    | Everton FC          |
| 10            | Jack Wilshere           | Engeland      | 01-01-1992    | Bolton Wanderers    |
| 11            | Mesut Özil              | Duitsland     | 15-10-1988    | Real Madrid         |
| 16            | Aaron Ramsey            | Wales         | 26-12-1990    | Cardiff City        |
| 19            | Santi Cazorla           | Spanje        | 13-12-1984    | Málaga CF           |
| 20            | Mathieu Flamini         | Frankrijk     | 07-03-1984    | AC Milan            |
| 34            | Francis Coquelin        | Frankrijk     | 13-05-1991    | SC Freiburg         |
| 35            | Mohamed Elneny          | Egypte        | 11-07-1992    | FC Basel            |
| 37            | Krystian Bielik         | Polen         | 04-01-1998    | Legia Warschau      |
| 45            | Alex Iwobi              | Nigeria       | 03-05-1996    | /                   |
| 47            | Glen Kamara             | Finland       | 28-10-1995    | /                   |
| 54            | Jeff Reine-Adélaïde     | Frankrijk     | 17-01-1998    | RC Lens             |
| Aanvallers    |                         |               |               |                     |
| 12            | Olivier Giroud          | Frankrijk     | 30-09-1986    | Montpellier         |
| 14            | Theo Walcott            | Engeland      | 16-03-1989    | Southampton         |
| 15            | Alex Oxlade-Chamberlain | Engeland      | 15-08-1993    | Southampton         |
| 17            | Alexis Sánchez          | Chili         | 19-12-1988    | FC Barcelona        |
| 23            | Danny Welbeck           | Engeland      | 26-11-1990    | Manchester United   |
| 28            | Joel Campbell           | Costa Rica    | 26-06-1992    | Olympiakos          |
| 36            | Ismaël Bennacer         | Frankrijk     | 01-12-1997    | Arles-Avignon       |

- = Aanvoerder

### Technische staf
|                 |                      |                       |
| Functie         | Naam                 | Nationaliteit         |
| Coach           | Arsène Wenger (foto) | Frankrijk             |
| Assistent-coach | Steve Bould          | Engeland              |
| Assistent-coach | Boro Primorac        | Bosnië en Herzegovina |
| Assistent-coach | Neil Banfield        | Engeland              |
| Keeperstrainer  | Gerry Peyton         | Ierland               |

## Resultaten
Een overzicht van de competities waaraan Arsenal in het seizoen 2015-2016 deelnam.
| Premier League | FA Cup      | League Cup | Community Shield | Champions League |
| -------------- | ----------- | ---------- | ---------------- | ---------------- |
|                |             |            |                  |                  |
| Vicekampioen   | Kwartfinale | 1/8 finale | Winnaar          | 1/8 finale       |

## Uitrustingen
Shirtsponsor(s): Fly Emirates

Sportmerk: Puma
| Thuis | Uit | Alternatief | Alternatief | Doelman | Doelman |

## Transfers

### Zomer
| Naam                | Nationaliteit    | Van/naar            | Prijs        |
| ------------------- | ---------------- | ------------------- | ------------ |
| Inkomend            |                  |                     |              |
| Petr Čech           | Tsjechië         | Chelsea FC          | € 15.000.000 |
| Ismaël Bennacer     | Frankrijk        | Arles-Avignon       | € 208.000    |
| Jeff Reine-Adélaïde | Frankrijk        | RC Lens             | niet bekend  |
| TOTAAL UITGAVEN:    | TOTAAL UITGAVEN: | TOTAAL UITGAVEN:    | € 15.208.000 |
| Uitgaand            |                  |                     |              |
| Abou Diaby          | Frankrijk        | Olympique Marseille | Transfervrij |
| Lukas Podolski      | Duitsland        | Galatasaray         | € 2.500.000  |
| TOTAAL INKOMEN:     | TOTAAL INKOMEN:  | TOTAAL INKOMEN:     | € 2.500.000  |

### Verhuurde spelers
| Naam                   | Nationaliteit | Van/naar             | Begin huur       | Einde huur     |
| ---------------------- | ------------- | -------------------- | ---------------- | -------------- |
| Uitgaand               |               |                      |                  |                |
| Ainsley Maitland-Niles | Engeland      | Ipswich Town         | 2 juli 2015      | 30 juni 2016   |
| Carl Jenkinson         | Engeland      | West Ham United      | 14 juli 2015     | 30 juni 2016   |
| Yaya Sanogo            | Frankrijk     | Ajax                 | 17 juli 2015     | 30 juni 2016   |
| Wojciech Szczęsny      | Polen         | AS Roma              | 29 juli 2015     | 30 juni 2016   |
| Jon Toral              | Spanje        | Birmingham City      | 30 juli 2015     | 30 juni 2016   |
| Dan Crowley            | Engeland      | Barnsley             | 31 juli 2015     | 3 januari 2016 |
| Isaac Hayden           | Engeland      | Hull City            | 31 juli 2015     | 30 juni 2016   |
| Chuba Akpom            | Engeland      | Hull City            | 4 augustus 2015  | 30 juni 2016   |
| Serge Gnabry           | Duitsland     | West Bromwich Albion | 7 augustus 2015  | 30 juni 2016   |
| Gedion Zelalem         | Duitsland     | Glasgow Rangers      | 24 augustus 2015 | 30 juni 2016   |

### Winter
| Naam             | Nationaliteit    | Van/naar         | Prijs        |
| ---------------- | ---------------- | ---------------- | ------------ |
| Inkomend         |                  |                  |              |
| Mohamed Elneny   | Egypte           | FC Basel         | € 10.000.000 |
| TOTAAL UITGAVEN: | TOTAAL UITGAVEN: | TOTAAL UITGAVEN: | € 10.000.000 |

## Community Shield
| Wedstrijddetails                             | Thuisploeg             | Uitslag | Uitploeg   | Opstelling | Kaarten      |
| -------------------------------------------- | ---------------------- | ------- | ---------- | --- | ------------ |
| FA Community Shield                          |                        |         |            | |              |
| 2 augustus 2015 16:00 Wembley Stadium Londen | Arsenal FC             | 1-0     | Chelsea FC | Čech Bellerín, Mertesacker, Koscielny, Monreal Coquelin, Cazorla, Özil (82' Gibbs) Ramsey, Walcott (66' Giroud), Oxlade-Chamberlain (77' Arteta) | 67' Coquelin |
| 2 augustus 2015 16:00 Wembley Stadium Londen | 24' Oxlade-Chamberlain | 1-0     |            | Čech Bellerín, Mertesacker, Koscielny, Monreal Coquelin, Cazorla, Özil (82' Gibbs) Ramsey, Walcott (66' Giroud), Oxlade-Chamberlain (77' Arteta) | 67' Coquelin |

## Premier League

### Wedstrijden
| Wedstrijddetails                                           | Thuisploeg                                       | Uitslag                     | Uitploeg                                                     | Opstelling | Kaarten                                                        |
| ---------------------------------------------------------- | ------------------------------------------------ | --------------------------- | ------------------------------------------------------------ | --- | -------------------------------------------------------------- |
| Heenronde                                                  |                                                  |                             |                                                              | |                                                                |
| 9 augustus 2015 14:30 Emirates Stadium Londen              | Arsenal FC                                       | 0-2                         | West Ham United                                              | Čech Debuchy (67' Sánchez), Mertesacker, Koscielny, Monreal Ramsey, Coquelin (58' Walcott), Özil Oxlade-Chamberlain, Giroud, Cazorla                 | 69' Monreal                                                    |
| 9 augustus 2015 14:30 Emirates Stadium Londen              |                                                  | 0-1 0-2                     | 43' Kouyaté 57' Zárate                                       | Čech Debuchy (67' Sánchez), Mertesacker, Koscielny, Monreal Ramsey, Coquelin (58' Walcott), Özil Oxlade-Chamberlain, Giroud, Cazorla                 | 69' Monreal                                                    |
| 16 augustus 2015 14:30 Selhurst Park Londen                | Crystal Palace                                   | 1-2                         | Arsenal FC                                                   | Čech Bellerín, Mertesacker, Koscielny, Monreal Coquelin (64' Oxlade-Chamberlain), Cazorla, Özil (83' Gibbs) Ramsey, Giroud, Sánchez (75' Arteta)     | 41' Coquelin                                                   |
| 16 augustus 2015 14:30 Selhurst Park Londen                | 28' Ward                                         | 0-1 1-1 1-2                 | 16' Giroud 55' Delaney (own)                                 | Čech Bellerín, Mertesacker, Koscielny, Monreal Coquelin (64' Oxlade-Chamberlain), Cazorla, Özil (83' Gibbs) Ramsey, Giroud, Sánchez (75' Arteta)     | 41' Coquelin                                                   |
| 24 augustus 2015 21:00 Emirates Stadium Londen             | Arsenal FC                                       | 0-0                         | Liverpool FC                                                 | Čech Bellerín, Chambers, Gabriel, Monreal Coquelin (82' Oxlade-Chamberlain), Cazorla, Özil Ramsey, Giroud (73' Walcott), Sánchez                     | 65' Gabriel                                                    |
| 24 augustus 2015 21:00 Emirates Stadium Londen             |                                                  |                             |                                                              | Čech Bellerín, Chambers, Gabriel, Monreal Coquelin (82' Oxlade-Chamberlain), Cazorla, Özil Ramsey, Giroud (73' Walcott), Sánchez                     | 65' Gabriel                                                    |
| 29 augustus 2015 13:45 St. James' Park Newcastle-upon-Tyne | Newcastle United                                 | 0-1                         | Arsenal FC                                                   | Čech Bellerín, Gabriel, Koscielny, Monreal Coquelin, Cazorla, Ramsey Oxlade-Chamberlain (81' Arteta), Walcott (70' Giroud), Sánchez                  | 49' Cazorla                                                    |
| 29 augustus 2015 13:45 St. James' Park Newcastle-upon-Tyne |                                                  | 0-1                         | 52' Coloccini (own)                                          | Čech Bellerín, Gabriel, Koscielny, Monreal Coquelin, Cazorla, Ramsey Oxlade-Chamberlain (81' Arteta), Walcott (70' Giroud), Sánchez                  | 49' Cazorla                                                    |
| 12 september 2015 16:00 Emirates Stadium Londen            | Arsenal FC                                       | 2-0                         | Stoke City                                                   | Čech Bellerín, Gabriel, Koscielny, Monreal Coquelin, Cazorla, Özil (84' Oxlade-Chamberlain) Ramsey, Walcott (75' Giroud), Sánchez (84' Arteta)       | 38' Özil                                                       |
| 12 september 2015 16:00 Emirates Stadium Londen            | 31' Walcott 85' Giroud                           | 1-0 2-0                     |                                                              | Čech Bellerín, Gabriel, Koscielny, Monreal Coquelin, Cazorla, Özil (84' Oxlade-Chamberlain) Ramsey, Walcott (75' Giroud), Sánchez (84' Arteta)       | 38' Özil                                                       |
| 19 september 2015 13:45 Stamford Bridge Londen             | Chelsea FC                                       | 2-0                         | Arsenal FC                                                   | Čech Bellerín, Gabriel, Koscielny, Monreal Coquelin (46' Chambers), Cazorla, Özil (75' Giroud) Ramsey, Walcott, Sánchez (75' Oxlade-Chamberlain)     | 31' Cazorla 45' Gabriel 45+1' Gabriel 72' Chambers 79' Cazorla |
| 19 september 2015 13:45 Stamford Bridge Londen             | 53' Zouma 90+1' Hazard                           | 1-0 2-0                     |                                                              | Čech Bellerín, Gabriel, Koscielny, Monreal Coquelin (46' Chambers), Cazorla, Özil (75' Giroud) Ramsey, Walcott, Sánchez (75' Oxlade-Chamberlain)     | 31' Cazorla 45' Gabriel 45+1' Gabriel 72' Chambers 79' Cazorla |
| 26 september 2015 16:00 King Power Stadium Leicester       | Leicester City                                   | 2-5                         | Arsenal FC                                                   | Čech Bellerín, Mertesacker, Koscielny, Monreal Flamini (21' Arteta), Cazorla, Özil Ramsey (77' Oxlade-Chamberlain), Walcott (80' Giroud), Sánchez    | 68' Arteta                                                     |
| 26 september 2015 16:00 King Power Stadium Leicester       | 13' Vardy 89' Vardy                              | 1-0 1-1 1-2 1-3 1-4 2-4 2-5 | 18' Walcott 33' Sánchez 57' Sánchez 81' Sánchez 90+3' Giroud | Čech Bellerín, Mertesacker, Koscielny, Monreal Flamini (21' Arteta), Cazorla, Özil Ramsey (77' Oxlade-Chamberlain), Walcott (80' Giroud), Sánchez    | 68' Arteta                                                     |
| 4 oktober 2015 17:00 Emirates Stadium Londen               | Arsenal FC                                       | 3-0                         | Manchester United                                            | Čech Bellerín, Mertesacker, Gabriel, Monreal Coquelin, Cazorla, Özil (75' Oxlade-Chamberlain) Ramsey, Walcott (75' Giroud), Sánchez (81' Gibbs)      | 51' Coquelin                                                   |
| 4 oktober 2015 17:00 Emirates Stadium Londen               | 6' Sánchez 7' Özil 19' Sánchez                   | 1-0 2-0 3-0                 |                                                              | Čech Bellerín, Mertesacker, Gabriel, Monreal Coquelin, Cazorla, Özil (75' Oxlade-Chamberlain) Ramsey, Walcott (75' Giroud), Sánchez (81' Gibbs)      | 51' Coquelin                                                   |
| 17 oktober 2015 18:30 Vicarage Road Stadium Watford        | Watford FC                                       | 0-3                         | Arsenal FC                                                   | Čech Bellerín, Mertesacker, Koscielny, Monreal Coquelin, Cazorla, Özil (81' Arteta) Ramsey, Walcott (64' Giroud), Sánchez (80' Oxlade-Chamberlain)   | 58' Mertesacker                                                |
| 17 oktober 2015 18:30 Vicarage Road Stadium Watford        |                                                  | 0-1 0-2 0-3                 | 62' Sánchez 68' Giroud 74' Ramsey                            | Čech Bellerín, Mertesacker, Koscielny, Monreal Coquelin, Cazorla, Özil (81' Arteta) Ramsey, Walcott (64' Giroud), Sánchez (80' Oxlade-Chamberlain)   | 58' Mertesacker                                                |
| 24 oktober 2015 18:30 Emirates Stadium Londen              | Arsenal FC                                       | 2-1                         | Everton FC                                                   | Čech Bellerín, Gabriel, Koscielny, Monreal Coquelin, Cazorla, Özil Oxlade-Chamberlain (81' Flamini), Giroud, Sánchez (89' Gibbs)                     | 25' Coquelin 69' Giroud                                        |
| 24 oktober 2015 18:30 Emirates Stadium Londen              | 36' Giroud 38' Koscielny                         | 1-0 2-0 2-1                 | 44' Barkley                                                  | Čech Bellerín, Gabriel, Koscielny, Monreal Coquelin, Cazorla, Özil Oxlade-Chamberlain (81' Flamini), Giroud, Sánchez (89' Gibbs)                     | 25' Coquelin 69' Giroud                                        |
| 31 oktober 2015 16:00 Liberty Stadium Swansea              | Swansea City                                     | 0-3                         | Arsenal FC                                                   | Čech Bellerín, Mertesacker, Koscielny, Monreal Coquelin, Cazorla, Özil (90+3' Iwobi) Campbell (84' Gibbs), Giroud (84' Chambers), Sánchez            |                                                                |
| 31 oktober 2015 16:00 Liberty Stadium Swansea              |                                                  | 0-1 0-2 0-3                 | 49' Giroud 68' Koscielny 73' Campbell                        | Čech Bellerín, Mertesacker, Koscielny, Monreal Coquelin, Cazorla, Özil (90+3' Iwobi) Campbell (84' Gibbs), Giroud (84' Chambers), Sánchez            |                                                                |
| 8 november 2015 17:00 Emirates Stadium Londen              | Arsenal FC                                       | 1-1                         | Tottenham Hotspur                                            | Čech Debuchy (77' Arteta), Mertesacker, Koscielny, Monreal Coquelin, Cazorla (46' Flamini), Özil Campbell (74' Gibbs), Giroud, Sánchez               |                                                                |
| 8 november 2015 17:00 Emirates Stadium Londen              | 77' Gibbs                                        | 0-1 1-1                     | 32' Kane                                                     | Čech Debuchy (77' Arteta), Mertesacker, Koscielny, Monreal Coquelin, Cazorla (46' Flamini), Özil Campbell (74' Gibbs), Giroud, Sánchez               |                                                                |
| 21 november 2015 16:00 The Hawthorns West Bromwich         | West Bromwich Albion                             | 2-1                         | Arsenal FC                                                   | Čech Bellerín, Mertesacker, Koscielny, Monreal Coquelin (14' Arteta)(49' Flamini), Cazorla, Özil Sánchez, Giroud, Gibbs (63' Campbell)               | 31' Bellerín 42' Giroud                                        |
| 21 november 2015 16:00 The Hawthorns West Bromwich         | 35' Morrison 40' Arteta (own)                    | 0-1 1-1 2-1                 | 28' Giroud                                                   | Čech Bellerín, Mertesacker, Koscielny, Monreal Coquelin (14' Arteta)(49' Flamini), Cazorla, Özil Sánchez, Giroud, Gibbs (63' Campbell)               | 31' Bellerín 42' Giroud                                        |
| 29 november 2015 17:15 Carrow Road Norwich                 | Norwich City                                     | 1-1                         | Arsenal FC                                                   | Čech Bellerín, Mertesacker, Koscielny (11' Gabriel), Monreal Flamini, Cazorla, Özil Ramsey (72' Oxlade-Chamberlain), Giroud, Sánchez (60' Campbell)  | 54' Cazorla                                                    |
| 29 november 2015 17:15 Carrow Road Norwich                 | 43' Grabban                                      | 0-1 1-1                     | 30' Özil                                                     | Čech Bellerín, Mertesacker, Koscielny (11' Gabriel), Monreal Flamini, Cazorla, Özil Ramsey (72' Oxlade-Chamberlain), Giroud, Sánchez (60' Campbell)  | 54' Cazorla                                                    |
| 5 december 2015 16:00 Emirates Stadium Londen              | Arsenal FC                                       | 3-1                         | Sunderland                                                   | Čech Bellerín, Mertesacker, Koscielny, Monreal Ramsey, Flamini, Özil Campbell (76' Gibbs), Giroud (80' Chambers), Oxlade-Chamberlain (64' Walcott)   | 44' Koscielny                                                  |
| 5 december 2015 16:00 Emirates Stadium Londen              | 33' Campbell 63' Giroud 90+3' Ramsey             | 1-0 1-1 2-1 3-1             | 45' Giroud (own)                                             | Čech Bellerín, Mertesacker, Koscielny, Monreal Ramsey, Flamini, Özil Campbell (76' Gibbs), Giroud (80' Chambers), Oxlade-Chamberlain (64' Walcott)   | 44' Koscielny                                                  |
| 13 december 2015 14:30 Villa Park Birmingham               | Aston Villa                                      | 0-2                         | Arsenal FC                                                   | Čech Bellerín, Mertesacker, Koscielny, Monreal Ramsey, Flamini, Özil (86' Chambers) Campbell (64' Gibbs), Giroud, Walcott (64' Oxlade-Chamberlain)   |                                                                |
| 13 december 2015 14:30 Villa Park Birmingham               |                                                  | 0-1 0-2                     | 8' Giroud (pen.) 38' Ramsey                                  | Čech Bellerín, Mertesacker, Koscielny, Monreal Ramsey, Flamini, Özil (86' Chambers) Campbell (64' Gibbs), Giroud, Walcott (64' Oxlade-Chamberlain)   |                                                                |
| 21 december 2015 21:00 Emirates Stadium Londen             | Arsenal FC                                       | 2-1                         | Manchester City                                              | Čech Bellerín, Mertesacker, Koscielny, Monreal Ramsey, Flamini, Özil (76' Oxlade-Chamberlain) Campbell (70' Gibbs), Giroud, Walcott (88' Chambers)   |                                                                |
| 21 december 2015 21:00 Emirates Stadium Londen             | 33' Walcott 45+1' Giroud                         | 1-0 2-0 2-1                 | 82' Touré                                                    | Čech Bellerín, Mertesacker, Koscielny, Monreal Ramsey, Flamini, Özil (76' Oxlade-Chamberlain) Campbell (70' Gibbs), Giroud, Walcott (88' Chambers)   |                                                                |
| 26 december 2015 20:45 St. Mary's Stadium Southampton      | Southampton FC                                   | 4-0                         | Arsenal FC                                                   | Čech Bellerín, Mertesacker, Koscielny, Monreal Ramsey, Flamini (73' Chambers), Özil Campbell (64' Oxlade-Chamberlain), Giroud, Walcott (78' Iwobi)   |                                                                |
| 26 december 2015 20:45 St. Mary's Stadium Southampton      | 19' Martina 55' Long 69' Fonte 90+2' Long        | 1-0 2-0 3-0 4-0             |                                                              | Čech Bellerín, Mertesacker, Koscielny, Monreal Ramsey, Flamini (73' Chambers), Özil Campbell (64' Oxlade-Chamberlain), Giroud, Walcott (78' Iwobi)   |                                                                |
| 28 december 2015 18:30 Emirates Stadium Londen             | Arsenal FC                                       | 2-0                         | Bournemouth                                                  | Čech Bellerín, Mertesacker, Gabriel, Gibbs (82' Monreal) Ramsey, Chambers, Özil Oxlade-Chamberlain (90+3' Iwobi), Giroud (80' Campbell), Walcott     | 30' Ramsey 61' Chambers                                        |
| 28 december 2015 18:30 Emirates Stadium Londen             | 27' Gabriel 63' Özil                             | 1-0 2-0                     |                                                              | Čech Bellerín, Mertesacker, Gabriel, Gibbs (82' Monreal) Ramsey, Chambers, Özil Oxlade-Chamberlain (90+3' Iwobi), Giroud (80' Campbell), Walcott     | 30' Ramsey 61' Chambers                                        |
| Terugronde                                                 |                                                  |                             |                                                              | |                                                                |
| 2 januari 2016 16:00 Emirates Stadium Londen               | Arsenal FC                                       | 1-0                         | Newcastle United                                             | Čech Bellerín, Mertesacker, Koscielny, Monreal Ramsey, Flamini, Özil Oxlade-Chamberlain (68' Campbell), Giroud (89' Chambers), Walcott (81' Gibbs)   | 82' Flamini 90+2' Özil                                         |
| 2 januari 2016 16:00 Emirates Stadium Londen               | 72' Koscielny                                    | 1-0                         |                                                              | Čech Bellerín, Mertesacker, Koscielny, Monreal Ramsey, Flamini, Özil Oxlade-Chamberlain (68' Campbell), Giroud (89' Chambers), Walcott (81' Gibbs)   | 82' Flamini 90+2' Özil                                         |
| 13 januari 2016 21:00 Anfield Liverpool                    | Liverpool FC                                     | 3-3                         | Arsenal FC                                                   | Čech Bellerín, Mertesacker, Koscielny, Monreal Ramsey, Flamini, Özil (87' Arteta) Campbell (75' Oxlade-Chamberlain), Giroud, Walcott (76' Gibbs)     |                                                                |
| 13 januari 2016 21:00 Anfield Liverpool                    | 10' Firmino 19' Firmino 90' Allen                | 1-0 1-1 2-1 2-2 2-3 3-3     | 14' Ramsey 25' Giroud 55' Giroud                             | Čech Bellerín, Mertesacker, Koscielny, Monreal Ramsey, Flamini, Özil (87' Arteta) Campbell (75' Oxlade-Chamberlain), Giroud, Walcott (76' Gibbs)     |                                                                |
| 17 januari 2016 17:15 Britannia Stadium Stoke-on-Trent     | Stoke City                                       | 0-0                         | Arsenal FC                                                   | Čech Bellerín, Mertesacker, Koscielny, Monreal Ramsey, Flamini, Oxlade-Chamberlain (90+1' Chambers) Campbell, Giroud, Walcott (72' Iwobi)            |                                                                |
| 17 januari 2016 17:15 Britannia Stadium Stoke-on-Trent     |                                                  |                             |                                                              | Čech Bellerín, Mertesacker, Koscielny, Monreal Ramsey, Flamini, Oxlade-Chamberlain (90+1' Chambers) Campbell, Giroud, Walcott (72' Iwobi)            |                                                                |
| 24 januari 2016 17:00 Emirates Stadium Londen              | Arsenal FC                                       | 0-1                         | Chelsea FC                                                   | Čech Bellerín, Mertesacker, Koscielny, Monreal Ramsey, Flamini, Özil Campbell (57' Sánchez), Giroud (22' Gabriel), Walcott (78' Oxlade-Chamberlain)  | 18' Mertesacker 45' Flamini                                    |
| 24 januari 2016 17:00 Emirates Stadium Londen              |                                                  | 0-1                         | 23' Costa                                                    | Čech Bellerín, Mertesacker, Koscielny, Monreal Ramsey, Flamini, Özil Campbell (57' Sánchez), Giroud (22' Gabriel), Walcott (78' Oxlade-Chamberlain)  | 18' Mertesacker 45' Flamini                                    |
| 2 februari 2016 20:45 Emirates Stadium Londen              | Arsenal FC                                       | 0-0                         | Southampton FC                                               | Čech Bellerín, Gabriel, Koscielny, Monreal Ramsey, Flamini (85' Coquelin), Özil Campbell (62' Walcott), Giroud, Sánchez                              | 87' Coquelin 89' Gabriel                                       |
| 2 februari 2016 20:45 Emirates Stadium Londen              |                                                  |                             |                                                              | Čech Bellerín, Gabriel, Koscielny, Monreal Ramsey, Flamini (85' Coquelin), Özil Campbell (62' Walcott), Giroud, Sánchez                              | 87' Coquelin 89' Gabriel                                       |
| 7 februari 2016 14:30 Vitality Stadium Bournemouth         | Bournemouth                                      | 0-2                         | Arsenal FC                                                   | Čech Bellerín, Gabriel, Koscielny, Monreal Ramsey, Flamini, Özil Oxlade-Chamberlain (67' Coquelin), Giroud (90+3' Walcott), Sánchez (82' Gibbs)      | 9' Flamini                                                     |
| 7 februari 2016 14:30 Vitality Stadium Bournemouth         |                                                  | 0-1 0-2                     | 23' Özil 24' Oxlade-Chamberlain                              | Čech Bellerín, Gabriel, Koscielny, Monreal Ramsey, Flamini, Özil Oxlade-Chamberlain (67' Coquelin), Giroud (90+3' Walcott), Sánchez (82' Gibbs)      | 9' Flamini                                                     |
| 14 februari 2016 13:00 Emirates Stadium Londen             | Arsenal FC                                       | 2-1                         | Leicester City                                               | Čech Bellerín, Mertesacker, Koscielny (46' Chambers), Monreal Ramsey, Coquelin (61' Walcott), Özil Oxlade-Chamberlain (83' Welbeck), Giroud, Sánchez | 36' Coquelin 44' Koscielny 45+2' Ramsey 90+6' Welbeck          |
| 14 februari 2016 13:00 Emirates Stadium Londen             | 70' Walcott 90+5' Welbeck                        | 0-1 1-1 2-1                 | 45' Vardy (pen.)                                             | Čech Bellerín, Mertesacker, Koscielny (46' Chambers), Monreal Ramsey, Coquelin (61' Walcott), Özil Oxlade-Chamberlain (83' Welbeck), Giroud, Sánchez | 36' Coquelin 44' Koscielny 45+2' Ramsey 90+6' Welbeck          |
| 28 februari 2016 15:05 Old Trafford Manchester             | Manchester United                                | 3-2                         | Arsenal FC                                                   | Čech Bellerín, Gabriel, Koscielny, Monreal Ramsey, Coquelin (70' Elneny), Özil Welbeck (83' Iwobi), Walcott (63' Giroud), Sánchez                    | 71' Ramsey 73' Elneny 90+2' Özil                               |
| 28 februari 2016 15:05 Old Trafford Manchester             | 29' Rashford 32' Rashford 65' Herrera            | 1-0 2-0 2-1 3-1 3-2         | 40' Welbeck 69' Özil                                         | Čech Bellerín, Gabriel, Koscielny, Monreal Ramsey, Coquelin (70' Elneny), Özil Welbeck (83' Iwobi), Walcott (63' Giroud), Sánchez                    | 71' Ramsey 73' Elneny 90+2' Özil                               |
| 2 maart 2016 20:45 Emirates Stadium Londen                 | Arsenal FC                                       | 1-2                         | Swansea City                                                 | Čech Bellerín, Mertesacker, Gabriel, Monreal Ramsey, Coquelin, Özil Campbell (64' Welbeck), Giroud, Sánchez (75' Walcott)                            |                                                                |
| 2 maart 2016 20:45 Emirates Stadium Londen                 | 15' Campbell                                     | 1-0 1-1 1-2                 | 32' Routledge 74' Williams                                   | Čech Bellerín, Mertesacker, Gabriel, Monreal Ramsey, Coquelin, Özil Campbell (64' Welbeck), Giroud, Sánchez (75' Walcott)                            |                                                                |
| 5 maart 2016 13:45 White Hart Lane Londen                  | Tottenham Hotspur                                | 2-2                         | Arsenal FC                                                   | Ospina Bellerín, Mertesacker, Gabriel, Gibbs Elneny (75' Giroud), Coquelin, Özil (90' Campbell) Ramsey, Welbeck (85' Flamini), Sánchez               | 26' Bellerín 29' Coquelin 55' Coquelin 66' Sánchez             |
| 5 maart 2016 13:45 White Hart Lane Londen                  | 60' Alderweireld 62' Kane                        | 0-1 1-1 2-1                 | 39' Ramsey 76' Sánchez                                       | Ospina Bellerín, Mertesacker, Gabriel, Gibbs Elneny (75' Giroud), Coquelin, Özil (90' Campbell) Ramsey, Welbeck (85' Flamini), Sánchez               | 26' Bellerín 29' Coquelin 55' Coquelin 66' Sánchez             |
| 19 maart 2016 13:45 Goodison Park Liverpool                | Everton FC                                       | 0-2                         | Arsenal FC                                                   | Ospina Bellerín, Gabriel, Koscielny, Monreal Elneny, Coquelin, Özil (74' Gibbs) Sánchez, Welbeck (75' Giroud), Iwobi (86' Chambers)                  |                                                                |
| 19 maart 2016 13:45 Goodison Park Liverpool                |                                                  | 0-1 0-2                     | 7' Welbeck 42' Iwobi                                         | Ospina Bellerín, Gabriel, Koscielny, Monreal Elneny, Coquelin, Özil (74' Gibbs) Sánchez, Welbeck (75' Giroud), Iwobi (86' Chambers)                  |                                                                |
| 2 april 2016 16:00 Emirates Stadium Londen                 | Arsenal FC                                       | 4-0                         | Watford FC                                                   | Ospina Bellerín, Gabriel, Koscielny, Monreal Elneny, Coquelin, Özil Sánchez (79' Campbell), Welbeck (69' Giroud), Iwobi (74' Walcott)                | 84' Elneny                                                     |
| 2 april 2016 16:00 Emirates Stadium Londen                 | 4' Sánchez 38' Iwobi 48' Bellerín 90' Walcott    | 1-0 2-0 3-0 4-0             |                                                              | Ospina Bellerín, Gabriel, Koscielny, Monreal Elneny, Coquelin, Özil Sánchez (79' Campbell), Welbeck (69' Giroud), Iwobi (74' Walcott)                | 84' Elneny                                                     |
| 9 april 2016 13:45 Boleyn Ground Londen                    | West Ham United                                  | 3-3                         | Arsenal FC                                                   | Ospina Bellerín, Gabriel, Koscielny, Monreal Elneny (68' Giroud), Coquelin (61' Ramsey), Özil Sánchez, Welbeck (81' Walcott), Iwobi                  |                                                                |
| 9 april 2016 13:45 Boleyn Ground Londen                    | 44' Caroll 45+2' Carroll 52' Carroll             | 0-1 0-2 1-2 2-2 3-2 3-3     | 18' Özil 35' Sánchez 70' Koscielny                           | Ospina Bellerín, Gabriel, Koscielny, Monreal Elneny (68' Giroud), Coquelin (61' Ramsey), Özil Sánchez, Welbeck (81' Walcott), Iwobi                  |                                                                |
| 17 april 2016 17:00 Emirates Stadium Londen                | Arsenal FC                                       | 1-1                         | Crystal Palace                                               | Čech Bellerín, Gabriel, Koscielny, Monreal Elneny (84' Walcott), Coquelin, Özil Sánchez, Welbeck (75' Giroud), Iwobi (75' Ramsey)                    |                                                                |
| 17 april 2016 17:00 Emirates Stadium Londen                | 45+1' Sánchez                                    | 1-0 1-1                     | 81' Bolasie                                                  | Čech Bellerín, Gabriel, Koscielny, Monreal Elneny (84' Walcott), Coquelin, Özil Sánchez, Welbeck (75' Giroud), Iwobi (75' Ramsey)                    |                                                                |
| 21 april 2016 20:45 Emirates Stadium Londen                | Arsenal FC                                       | 2-0                         | West Bromwich Albion                                         | Čech Bellerín, Mertesacker, Koscielny, Monreal Elneny, Ramsey, Özil (86' Campbell) Sánchez (89' Walcott), Giroud, Iwobi (82' Coquelin)               |                                                                |
| 21 april 2016 20:45 Emirates Stadium Londen                | 6' Sánchez 38' Sánchez                           | 1-0 2-0                     |                                                              | Čech Bellerín, Mertesacker, Koscielny, Monreal Elneny, Ramsey, Özil (86' Campbell) Sánchez (89' Walcott), Giroud, Iwobi (82' Coquelin)               |                                                                |
| 24 april 2016 15:05 Stadium of Light Sunderland            | Sunderland                                       | 0-0                         | Arsenal FC                                                   | Čech Bellerín, Mertesacker, Koscielny, Monreal Elneny, Ramsey, Özil (84' Wilshere) Sánchez, Giroud (71' Welbeck), Iwobi (71' Walcott)                | 40' Ramsey 49' Bellerín 76' El Nenny 90+2' Koscielny           |
| 24 april 2016 15:05 Stadium of Light Sunderland            |                                                  |                             |                                                              | Čech Bellerín, Mertesacker, Koscielny, Monreal Elneny, Ramsey, Özil (84' Wilshere) Sánchez, Giroud (71' Welbeck), Iwobi (71' Walcott)                | 40' Ramsey 49' Bellerín 76' El Nenny 90+2' Koscielny           |
| 30 april 2016 18:30 Emirates Stadium Londen                | Arsenal FC                                       | 1-0                         | Norwich City                                                 | Čech Bellerín, Mertesacker (51' Gabriel), Koscielny, Monreal Elneny, Ramsey, Özil Sánchez (84' Coquelin), Giroud, Iwobi (56' Welbeck)                | 85' Özil                                                       |
| 30 april 2016 18:30 Emirates Stadium Londen                | 59' Welbeck                                      | 1-0                         |                                                              | Čech Bellerín, Mertesacker (51' Gabriel), Koscielny, Monreal Elneny, Ramsey, Özil Sánchez (84' Coquelin), Giroud, Iwobi (56' Welbeck)                | 85' Özil                                                       |
| 8 mei 2016 17:00 Etihad Stadium Manchester                 | Manchester City                                  | 2-2                         | Arsenal FC                                                   | Čech Bellerín, Gabriel, Koscielny, Monreal Elneny (76' Coquelin), Ramsey, Iwobi (59' Walcott) Sánchez, Giroud, Welbeck (24' Wilshere)                | 71' Gabriel                                                    |
| 8 mei 2016 17:00 Etihad Stadium Manchester                 | 8' Agüero 51' De Bruyne                          | 1-0 1-1 2-1 2-2             | 10' Giroud 68' Sánchez                                       | Čech Bellerín, Gabriel, Koscielny, Monreal Elneny (76' Coquelin), Ramsey, Iwobi (59' Walcott) Sánchez, Giroud, Welbeck (24' Wilshere)                | 71' Gabriel                                                    |
| 15 mei 2016 16:00 Emirates Stadium Londen                  | Arsenal FC                                       | 4-0                         | Aston Villa                                                  | Čech Bellerín, Gabriel, Koscielny, Monreal Cazorla (88' Campbell), Coquelin, Özil (88' Arteta) Wilshere (69' Elneny), Giroud, Sánchez                |                                                                |
| 15 mei 2016 16:00 Emirates Stadium Londen                  | 5' Giroud 78' Giroud 80' Giroud 90+2' Bunn (own) | 1-0 2-0 3-0 4-0             |                                                              | Čech Bellerín, Gabriel, Koscielny, Monreal Cazorla (88' Campbell), Coquelin, Özil (88' Arteta) Wilshere (69' Elneny), Giroud, Sánchez                |                                                                |

### Overzicht
| Speeldag  | 1  | 2  | 3 | 4 | 5  | 6  | 7  | 8  | 9  | 10 | 11 | 12 | 13 | 14 | 15 | 16 | 17 | 18 | 19 | 20 | 21 | 22 | 23 | 24 | 25 | 26 | 27 | 28 | 29 | 30 | 31 | 32 | 33 | 34 | 35 | 36 | 37 | 38 |
| --------- | -- | -- | - | - | -- | -- | -- | -- | -- | -- | -- | -- | -- | -- | -- | -- | -- | -- | -- | -- | -- | -- | -- | -- | -- | -- | -- | -- | -- | -- | -- | -- | -- | -- | -- | -- | -- | -- |
| Resultaat | v  | w  | g | w | w  | v  | w  | w  | w  | w  | w  | g  | v  | g  | w  | w  | w  | v  | w  | w  | g  | g  | v  | g  | w  | w  | v  | v  | g  | w  | w  | g  | g  | w  | g  | w  | g  | w  |
| Punten    | 0  | 3  | 4 | 7 | 10 | 10 | 13 | 16 | 19 | 22 | 25 | 26 | 26 | 27 | 30 | 33 | 36 | 36 | 39 | 42 | 43 | 44 | 44 | 45 | 48 | 51 | 51 | 51 | 52 | 55 | 58 | 59 | 60 | 63 | 64 | 67 | 68 | 71 |
| Positie   | 19 | 11 | 9 | 6 | 4  | 5  | 4  | 2  | 2  | 2  | 2  | 2  | 4  | 4  | 2  | 2  | 2  | 2  | 1  | 1  | 1  | 1  | 3  | 4  | 3  | 3  | 3  | 3  | 3  | 3  | 3  | 3  | 4  | 4  | 4  | 3  | 3  | 2  |

### Klassement
|    |    |                      | P  | W  | G  | V  | +  | -  | DS  | Ptn |
| -- | -- | -------------------- | -- | -- | -- | -- | -- | -- | --- | --- |
| K  | 1  | Leicester City       | 38 | 23 | 12 | 3  | 68 | 36 | +32 | 81  |
| CL | 2  | Arsenal              | 38 | 20 | 11 | 7  | 65 | 36 | +29 | 71  |
| CL | 3  | Tottenham Hotspur    | 38 | 19 | 13 | 6  | 69 | 35 | +34 | 70  |
| CL | 4  | Manchester City      | 38 | 19 | 9  | 10 | 71 | 41 | +30 | 66  |
| EL | 5  | Manchester United    | 38 | 19 | 9  | 10 | 49 | 35 | +14 | 66  |
|    | 6  | Southampton          | 38 | 18 | 9  | 11 | 59 | 41 | +18 | 63  |
|    | 7  | West Ham United      | 38 | 16 | 14 | 8  | 65 | 51 | +14 | 62  |
|    | 8  | Liverpool            | 38 | 16 | 12 | 10 | 63 | 50 | +13 | 60  |
|    | 9  | Stoke City           | 38 | 14 | 9  | 15 | 41 | 55 | −14 | 51  |
|    | 10 | Chelsea              | 38 | 12 | 14 | 12 | 59 | 53 | +6  | 50  |
|    | 11 | Everton              | 38 | 11 | 14 | 13 | 59 | 55 | +4  | 47  |
|    | 12 | Swansea City         | 38 | 12 | 11 | 15 | 42 | 52 | −10 | 47  |
|    | 13 | Watford              | 38 | 12 | 9  | 17 | 40 | 50 | −10 | 45  |
|    | 14 | West Bromwich Albion | 38 | 10 | 13 | 15 | 34 | 48 | −14 | 43  |
|    | 15 | Crystal Palace       | 38 | 11 | 9  | 18 | 39 | 51 | −12 | 42  |
|    | 16 | Bournemouth          | 38 | 11 | 9  | 18 | 45 | 67 | −22 | 42  |
|    | 17 | Sunderland           | 38 | 9  | 12 | 17 | 48 | 62 | −14 | 39  |
| D  | 18 | Newcastle United     | 38 | 9  | 10 | 19 | 44 | 65 | −21 | 37  |
| D  | 19 | Norwich City         | 38 | 9  | 7  | 22 | 39 | 67 | −28 | 34  |
| D  | 20 | Aston Villa          | 38 | 3  | 8  | 27 | 27 | 76 | −49 | 17  |

## FA Cup
| FA Cup                                           |                                    |                 |                                               | |                            |
| Wedstrijddetails                                 | Thuisploeg                         | Uitslag         | Uitploeg                                      | Opstelling | Kaarten                    |
| 1/32 finale                                      |                                    |                 |                                               | |                            |
| 9 januari 2016 16:00 Emirates Stadium Londen     | Arsenal FC                         | 3-1             | Sunderland                                    | Čech Bellerín, Gabriel, Koscielny, Gibbs Oxlade-Chamberlain, Chambers (67' Arteta), Iwobi (67' Ramsey) Campbell (81' Reine-Adélaïde), Giroud, Walcott |                            |
| 9 januari 2016 16:00 Emirates Stadium Londen     | 25' Campbell 72' Ramsey 75' Giroud | 0-1 1-1 2-1 3-1 | 17' Lens                                      | Čech Bellerín, Gabriel, Koscielny, Gibbs Oxlade-Chamberlain, Chambers (67' Arteta), Iwobi (67' Ramsey) Campbell (81' Reine-Adélaïde), Giroud, Walcott |                            |
| 1/16 finale                                      |                                    |                 |                                               | |                            |
| 30 januari 2016 16:00 Emirates Stadium Londen    | Arsenal FC                         | 2-1             | Burnley FC (II)                               | Ospina Chambers, Gabriel, Koscielny, Gibbs Coquelin (71' Arteta), Elneny, Iwobi (71' Rosický) Oxlade-Chamberlain, Giroud, Sánchez (78' Walcott)       | 73' Koscielny              |
| 30 januari 2016 16:00 Emirates Stadium Londen    | 19' Chambers 53' Sánchez           | 1-0 1-1 2-1     | 30' Vokes                                     | Ospina Chambers, Gabriel, Koscielny, Gibbs Coquelin (71' Arteta), Elneny, Iwobi (71' Rosický) Oxlade-Chamberlain, Giroud, Sánchez (78' Walcott)       | 73' Koscielny              |
| 1/8 finale                                       |                                    |                 |                                               | |                            |
| 20 februari 2016 13:45 Emirates Stadium Londen   | Arsenal FC                         | 0-0             | Hull City (II)                                | Ospina Chambers, Mertesacker, Koscielny, Gibbs Flamini, Elneny, Iwobi (73' Oxlade-Chamberlain) Campbell (67' Giroud), Walcott, Welbeck (67' Sánchez)  | 41' Koscielny 56' Chambers |
| 20 februari 2016 13:45 Emirates Stadium Londen   |                                    |                 |                                               | Ospina Chambers, Mertesacker, Koscielny, Gibbs Flamini, Elneny, Iwobi (73' Oxlade-Chamberlain) Campbell (67' Giroud), Walcott, Welbeck (67' Sánchez)  | 41' Koscielny 56' Chambers |
| Replay – 1/8 finale                              |                                    |                 |                                               | |                            |
| 8 maart 2016 20:00 KC Stadium Kingston upon Hull | Hull City (II)                     | 0-4             | Arsenal FC                                    | Ospina Chambers, Mertesacker (33' Monreal), Gabriel (57' Ramsey)(73' Reine-Adélaïde), Gibbs Flamini, Elneny, Iwobi Campbell, Giroud, Walcott          | 32' Elneny 34' Giroud      |
| 8 maart 2016 20:00 KC Stadium Kingston upon Hull |                                    | 0-1 0-2 0-3 0-4 | 41' Giroud 71' Giroud 77' Walcott 88' Walcott | Ospina Chambers, Mertesacker (33' Monreal), Gabriel (57' Ramsey)(73' Reine-Adélaïde), Gibbs Flamini, Elneny, Iwobi Campbell, Giroud, Walcott          | 32' Elneny 34' Giroud      |
| Kwartfinale                                      |                                    |                 |                                               | |                            |
| 13 maart 2016 14:30 Emirates Stadium Londen      | Arsenal FC                         | 1-2             | Watford FC                                    | Ospina Chambers, Mertesacker, Gabriel, Gibbs Elneny (67' Iwobi), Coquelin, Özil Campbell (68' Welbeck), Giroud (68' Walcott), Sánchez                 | 74' Özil                   |
| 13 maart 2016 14:30 Emirates Stadium Londen      | 88' Welbeck                        | 0-1 0-2 1-2     | 50' Ighalo 63' Guédioura                      | Ospina Chambers, Mertesacker, Gabriel, Gibbs Elneny (67' Iwobi), Coquelin, Özil Campbell (68' Welbeck), Giroud (68' Walcott), Sánchez                 | 74' Özil                   |

## League Cup
| League Cup                                           |                                           |             |                         | |                                    |
| Wedstrijddetails                                     | Thuisploeg                                | Uitslag     | Uitploeg                | Opstelling | Kaarten                            |
| 1/16 finale                                          |                                           |             |                         | |                                    |
| 23 september 2015 20:45 White Hart Lane Londen       | Tottenham Hotspur                         | 1-2         | Arsenal FC              | Ospina Debuchy, Chambers, Mertesacker, Gibbs Flamini, Arteta, Ramsey Campbell (67' Sánchez), Giroud, Oxlade-Chamberlain (89' Walcott)          | 33' Arteta 37' Flamini 40' Debuchy |
| 23 september 2015 20:45 White Hart Lane Londen       | 56' Chambers (own)                        | 0-1 1-1 1-2 | 26' Flamini 78' Flamini | Ospina Debuchy, Chambers, Mertesacker, Gibbs Flamini, Arteta, Ramsey Campbell (67' Sánchez), Giroud, Oxlade-Chamberlain (89' Walcott)          | 33' Arteta 37' Flamini 40' Debuchy |
| 1/8 finale                                           |                                           |             |                         | |                                    |
| 27 oktober 2015 20:45 Hillsborough Stadium Sheffield | Sheffield Wednesday (II)                  | 3-0         | Arsenal FC              | Čech Debuchy, Chambers, Mertesacker, Gibbs Flamini, Kamara (60' Bielik), Oxlade-Chamberlain (5' Walcott)(19' Bennacer) Campbell, Giroud, Iwobi | 59' Debuchy 86' Campbell           |
| 27 oktober 2015 20:45 Hillsborough Stadium Sheffield | 27' Wallace 40' Lucas João 51' Hutchinson | 1-0 2-0 3-0 |                         | Čech Debuchy, Chambers, Mertesacker, Gibbs Flamini, Kamara (60' Bielik), Oxlade-Chamberlain (5' Walcott)(19' Bennacer) Campbell, Giroud, Iwobi | 59' Debuchy 86' Campbell           |

## UEFA Champions League
| UEFA Champions League                                    |                                                            |                         |                                            | |                                                |
| Wedstrijddetails                                         | Thuisploeg                                                 | Uitslag                 | Uitploeg                                   | Opstelling | Kaarten                                        |
| Groepsfase                                               |                                                            |                         |                                            | |                                                |
| 16 september 2015 20:45 Maksimirstadion Zagreb           | Dinamo Zagreb                                              | 2-1                     | Arsenal FC                                 | Ospina Debuchy, Gabriel, Koscielny, Gibbs (65' Campbell) Cazorla, Arteta (64' Coquelin), Özil Oxlade-Chamberlain (64' Walcott), Giroud, Sánchez        | 23' Giroud 40' Giroud 87' Campbell             |
| 16 september 2015 20:45 Maksimirstadion Zagreb           | 24' Oxlade-Chamberlain (own) 58' Fernándes                 | 1-0 2-0 2-1             | 79' Walcott                                | Ospina Debuchy, Gabriel, Koscielny, Gibbs (65' Campbell) Cazorla, Arteta (64' Coquelin), Özil Oxlade-Chamberlain (64' Walcott), Giroud, Sánchez        | 23' Giroud 40' Giroud 87' Campbell             |
| 29 september 2015 20:45 Emirates Stadium Londen          | Arsenal FC                                                 | 2-3                     | Olympiakos Piraeus                         | Ospina Bellerín (86' Campbell), Gabriel, Koscielny (57' Mertesacker), Gibbs Coquelin (60' Ramsey), Cazorla, Özil Oxlade-Chamberlain, Walcott, Sánchez  | 44' Sánchez 45' Gabriel 77' Özil               |
| 29 september 2015 20:45 Emirates Stadium Londen          | 35' Walcott 65' Sánchez                                    | 0-1 1-1 1-2 2-2 2-3     | 33' Pardo 40' Ospina (own) 66' Finnbogason | Ospina Bellerín (86' Campbell), Gabriel, Koscielny (57' Mertesacker), Gibbs Coquelin (60' Ramsey), Cazorla, Özil Oxlade-Chamberlain, Walcott, Sánchez  | 44' Sánchez 45' Gabriel 77' Özil               |
| 20 oktober 2015 20:45 Emirates Stadium Londen            | Arsenal FC                                                 | 2-0                     | Bayern München                             | Čech Bellerín, Mertesacker, Koscielny, Monreal Coquelin, Cazorla, Özil Ramsey (57' Oxlade-Chamberlain), Walcott (74' Giroud), Sánchez (82' Gibbs)      | 83' Giroud                                     |
| 20 oktober 2015 20:45 Emirates Stadium Londen            | 77' Giroud 90+4' Özil                                      | 1-0 2-0                 |                                            | Čech Bellerín, Mertesacker, Koscielny, Monreal Coquelin, Cazorla, Özil Ramsey (57' Oxlade-Chamberlain), Walcott (74' Giroud), Sánchez (82' Gibbs)      | 83' Giroud                                     |
| 4 november 2015 20:45 Allianz Arena München              | Bayern München                                             | 5-1                     | Arsenal FC                                 | Čech Debuchy, Mertesacker, Gabriel, Monreal Coquelin, Cazorla (87' Chambers), Özil Campbell (59' Gibbs), Giroud (85' Iwobi), Sánchez                   | 12' Özil 24' Campbell                          |
| 4 november 2015 20:45 Allianz Arena München              | 10' Lewandowksi 29' Müller 44' Alaba 55' Robben 89' Müller | 1-0 2-0 3-0 4-0 4-1 5-1 | 69' Giroud                                 | Čech Debuchy, Mertesacker, Gabriel, Monreal Coquelin, Cazorla (87' Chambers), Özil Campbell (59' Gibbs), Giroud (85' Iwobi), Sánchez                   | 12' Özil 24' Campbell                          |
| 24 november 2015 20:45 Emirates Stadium Londen           | Arsenal FC                                                 | 3-0                     | Dinamo Zagreb                              | Čech Bellerín (82' Debuchy), Mertesacker, Koscielny, Monreal Flamini, Cazorla (82' Chambers), Özil Campbell, Giroud (67' Ramsey), Sánchez              | 65' Monreal                                    |
| 24 november 2015 20:45 Emirates Stadium Londen           | 29' Özil 33' Sánchez 69' Sánchez                           | 1-0 2-0 3-0             |                                            | Čech Bellerín (82' Debuchy), Mertesacker, Koscielny, Monreal Flamini, Cazorla (82' Chambers), Özil Campbell, Giroud (67' Ramsey), Sánchez              | 65' Monreal                                    |
| 9 december 2015 20:45 Georgios Karaiskákisstadion Athene | Olympiakos Piraeus                                         | 0-3                     | Arsenal FC                                 | Čech Bellerín, Mertesacker, Koscielny, Monreal Ramsey, Flamini, Özil Walcott (72' Gibbs), Giroud (90+2' Chambers), Campbell (90+1' Oxlade-Chamberlain) | 18' Ramsey 63' Giroud                          |
| 9 december 2015 20:45 Georgios Karaiskákisstadion Athene |                                                            | 0-1 0-2 0-3             | 29' Giroud 49' Giroud 67' Giroud (pen.)    | Čech Bellerín, Mertesacker, Koscielny, Monreal Ramsey, Flamini, Özil Walcott (72' Gibbs), Giroud (90+2' Chambers), Campbell (90+1' Oxlade-Chamberlain) | 18' Ramsey 63' Giroud                          |
| 1/8 finale                                               |                                                            |                         |                                            | |                                                |
| 23 februari 2016 20:45 Emirates Stadium Londen           | Arsenal FC                                                 | 0-2                     | FC Barcelona                               | Čech Bellerín, Mertesacker, Koscielny, Monreal Ramsey, Coquelin (82' Flamini), Özil Oxlade-Chamberlain (50' Walcott), Giroud (72' Welbeck), Sánchez    | 6' Monreal                                     |
| 23 februari 2016 20:45 Emirates Stadium Londen           |                                                            | 0-1 0-2                 | 71' Messi 83' Messi (pen.)                 | Čech Bellerín, Mertesacker, Koscielny, Monreal Ramsey, Coquelin (82' Flamini), Özil Oxlade-Chamberlain (50' Walcott), Giroud (72' Welbeck), Sánchez    | 6' Monreal                                     |
| 16 maart 2016 20:45 Camp Nou Arsenal                     | FC Barcelona                                               | 3-1                     | Arsenal FC                                 | Ospina Bellerín, Gabriel, Koscielny, Monreal Elneny, Flamini (45' Coquelin), Özil Sánchez, Welbeck (73' Walcott), Iwobi (72' Giroud)                   | 32' Flamini 35' Gabriel 50' Sánchez 85' Giroud |
| 16 maart 2016 20:45 Camp Nou Arsenal                     | 18' Neymar 65' Suárez 88' Messi                            | 1-0 1-1 2-1 3-1         | 51' Elneny                                 | Ospina Bellerín, Gabriel, Koscielny, Monreal Elneny, Flamini (45' Coquelin), Özil Sánchez, Welbeck (73' Walcott), Iwobi (72' Giroud)                   | 32' Flamini 35' Gabriel 50' Sánchez 85' Giroud |

### Groepsfase Champions League
| Groep F | Groep F            | Groep F | Groep F | Groep F | Groep F | Groep F | Groep F | Groep F | Groep F |
|         |                    | P       | W       | G       | V       | +       | -       | DS      | Ptn     |
| ------- | ------------------ | ------- | ------- | ------- | ------- | ------- | ------- | ------- | ------- |
| 1.      | Bayern München     | 6       | 5       | 0       | 1       | 19      | 3       | +16     | 15      |
| 2.      | Arsenal FC         | 6       | 3       | 0       | 3       | 12      | 10      | +2      | 9       |
| 3.      | Olympiakos Piraeus | 6       | 3       | 0       | 3       | 6       | 13      | −7      | 9       |
| 4.      | Dinamo Zagreb      | 6       | 1       | 0       | 5       | 3       | 14      | −11     | 3       |

## Statistieken
De speler met de meeste wedstrijden en goals is in het geel aangeduid.
| Nr. | Naam                    | Premier League | Premier League | FA Cup | FA Cup | League Cup | League Cup | Community Shield | Community Shield | Champions League | Champions League | Totaal | Totaal |
| Nr. | Naam                    | Wed            | Goals          | Wed    | Goals  | Wed        | Goals      | Wed              | Goals            | Wed              | Goals            | Wed    | Goals  |
| --- | ----------------------- | -------------- | -------------- | ------ | ------ | ---------- | ---------- | ---------------- | ---------------- | ---------------- | ---------------- | ------ | ------ |
| 2.  | Mathieu Debuchy         | 2              | 0              | 0      | 0      | 2          | 0          | 0                | 0                | 3                | 0                | 7      | 0      |
| 3.  | Kieran Gibbs            | 15             | 1              | 5      | 0      | 2          | 0          | 1                | 0                | 5                | 0                | 28     | 1      |
| 4.  | Per Mertesacker         | 24             | 0              | 3      | 0      | 2          | 0          | 1                | 0                | 6                | 0                | 36     | 0      |
| 5.  | Gabriel Paulista        | 21             | 1              | 4      | 0      | 0          | 0          | 0                | 0                | 4                | 0                | 29     | 1      |
| 6.  | Laurent Koscielny       | 33             | 4              | 3      | 0      | 0          | 0          | 1                | 0                | 7                | 0                | 44     | 4      |
| 7.  | Tomáš Rosický           | 0              | 0              | 1      | 0      | 0          | 0          | 0                | 0                | 0                | 0                | 1      | 0      |
| 8.  | Mikel Arteta            | 9              | 0              | 2      | 0      | 1          | 0          | 1                | 0                | 1                | 0                | 14     | 0      |
| 10. | Jack Wilshere           | 3              | 0              | 0      | 0      | 0          | 0          | 0                | 0                | 0                | 0                | 3      | 0      |
| 11. | Mesut Özil              | 35             | 6              | 1      | 0      | 0          | 0          | 1                | 0                | 8                | 2                | 45     | 8      |
| 12. | Olivier Giroud          | 38             | 16             | 5      | 3      | 2          | 0          | 1                | 0                | 7                | 5                | 53     | 24     |
| 13. | David Ospina            | 4              | 0              | 4      | 0      | 1          | 0          | 0                | 0                | 3                | 0                | 12     | 0      |
| 14. | Theo Walcott            | 28             | 5              | 5      | 2      | 2          | 0          | 1                | 0                | 6                | 2                | 42     | 9      |
| 15. | Alex Oxlade-Chamberlain | 22             | 1              | 3      | 0      | 2          | 0          | 1                | 1                | 5                | 0                | 33     | 2      |
| 16. | Aaron Ramsey            | 31             | 5              | 2      | 1      | 1          | 0          | 1                | 0                | 5                | 0                | 40     | 6      |
| 17. | Alexis Sánchez          | 30             | 13             | 3      | 1      | 1          | 0          | 0                | 0                | 7                | 3                | 41     | 17     |
| 18. | Nacho Monreal           | 37             | 0              | 1      | 0      | 0          | 0          | 1                | 0                | 6                | 0                | 45     | 0      |
| 19. | Santi Cazorla           | 15             | 0              | 0      | 0      | 0          | 0          | 1                | 0                | 5                | 0                | 21     | 0      |
| 20. | Mathieu Flamini         | 16             | 0              | 2      | 0      | 2          | 2          | 0                | 0                | 4                | 0                | 24     | 2      |
| 21. | Calum Chambers          | 12             | 0              | 5      | 1      | 2          | 0          | 0                | 0                | 3                | 0                | 22     | 1      |
| 23. | Danny Welbeck           | 11             | 4              | 2      | 1      | 0          | 0          | 0                | 0                | 2                | 0                | 15     | 5      |
| 24. | Héctor Bellerín         | 36             | 1              | 1      | 0      | 0          | 0          | 1                | 0                | 6                | 0                | 44     | 1      |
| 28. | Joel Campbell           | 19             | 3              | 4      | 1      | 2          | 0          | 0                | 0                | 5                | 0                | 30     | 4      |
| 33. | Petr Čech               | 34             | 0              | 1      | 0      | 1          | 0          | 1                | 0                | 5                | 0                | 42     | 0      |
| 34. | Francis Coquelin        | 26             | 0              | 2      | 0      | 0          | 0          | 1                | 0                | 6                | 0                | 35     | 0      |
| 35. | Mohamed Elneny          | 11             | 0              | 4      | 0      | 0          | 0          | 0                | 0                | 1                | 1                | 16     | 1      |
| 36. | Ismaël Bennacer         | 0              | 0              | 0      | 0      | 1          | 0          | 0                | 0                | 0                | 0                | 1      | 0      |
| 37. | Krystian Bielik         | 0              | 0              | 0      | 0      | 1          | 0          | 0                | 0                | 0                | 0                | 1      | 0      |
| 45. | Alex Iwobi              | 13             | 2              | 5      | 0      | 1          | 0          | 0                | 0                | 2                | 0                | 21     | 2      |
| 47. | Glen Kamara             | 0              | 0              | 0      | 0      | 1          | 0          | 0                | 0                | 0                | 0                | 1      | 0      |
| 54. | Jeff Reine-Adélaïde     | 0              | 0              | 2      | 0      | 0          | 0          | 0                | 0                | 0                | 0                | 2      | 0      |

## Afbeeldingen

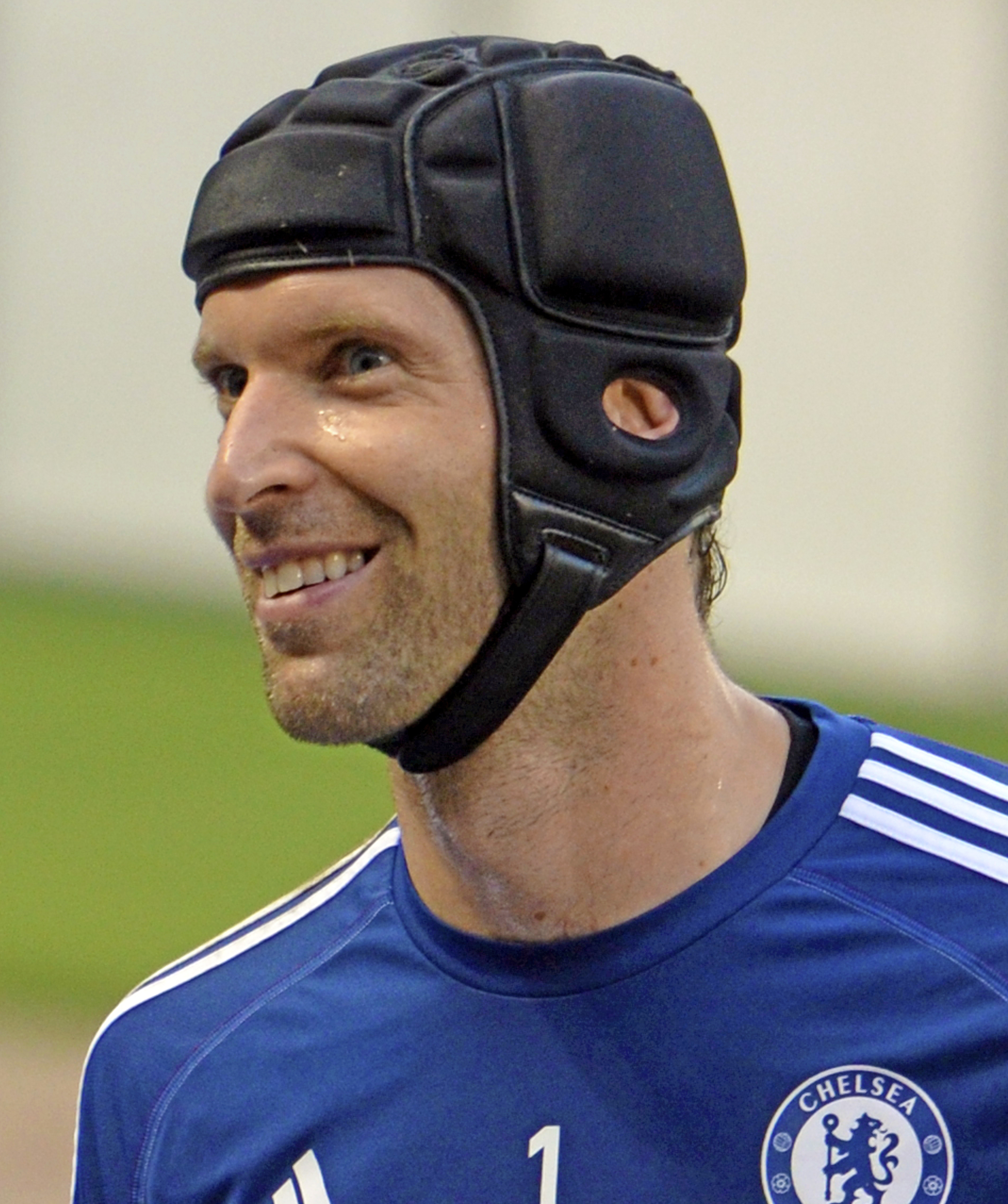
Petr Čech (doelman)
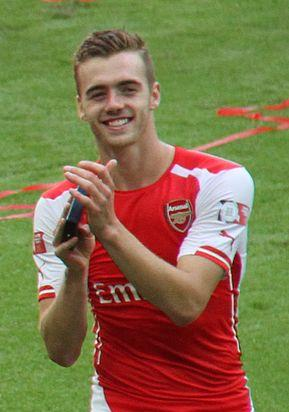
Calum Chambers (verdediger)
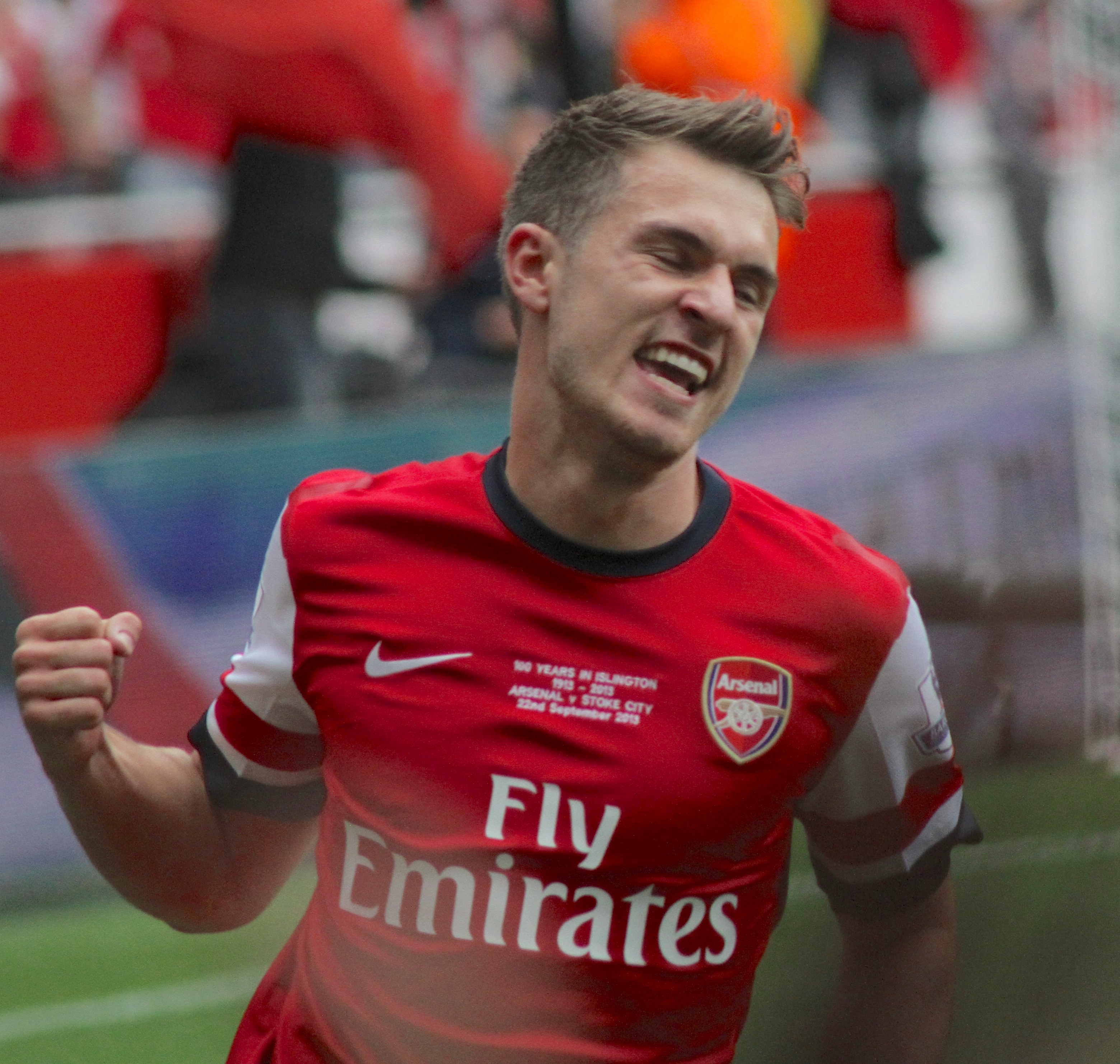
Aaron Ramsey (middenvelder)
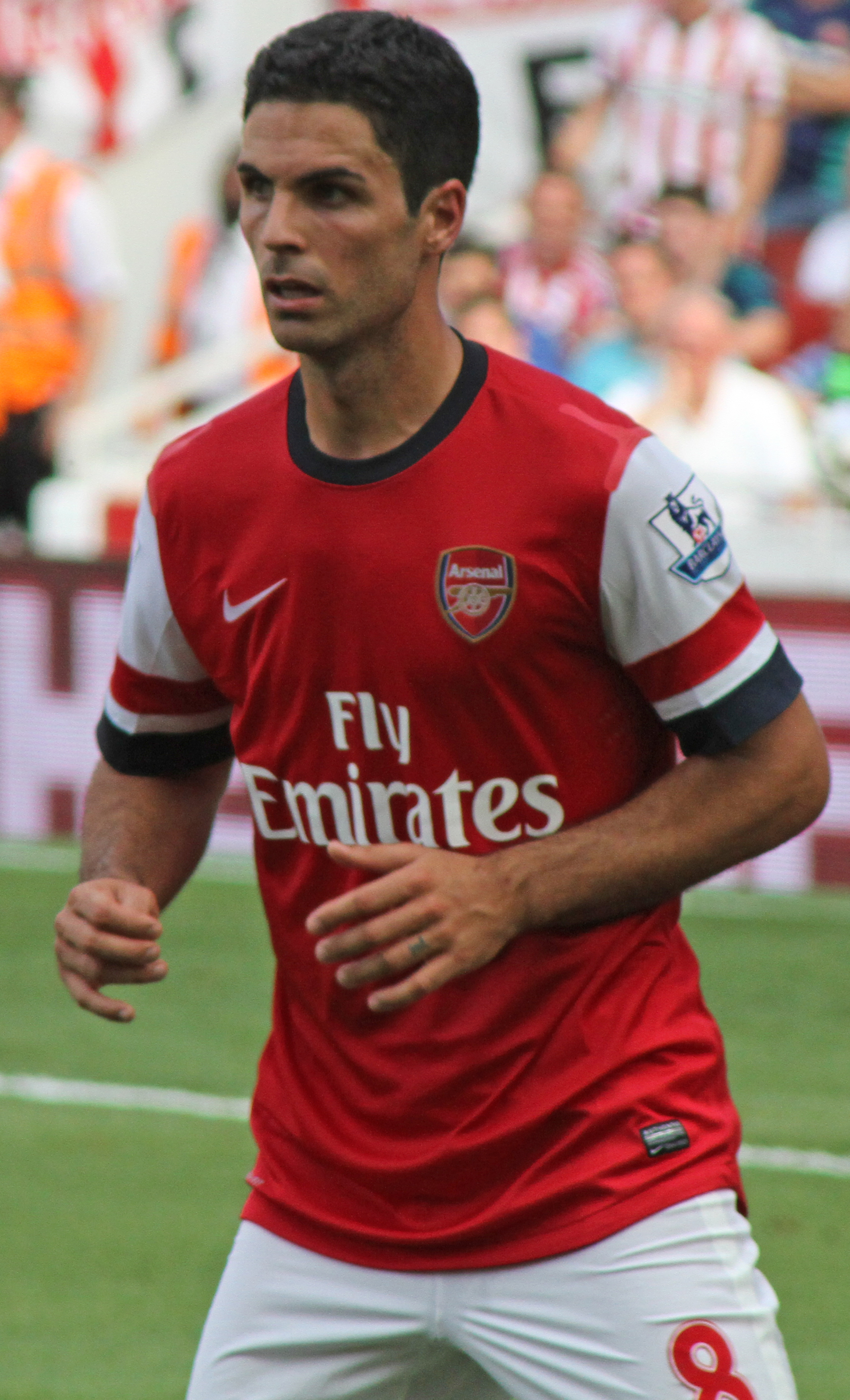
Mikel Arteta (middenvelder)
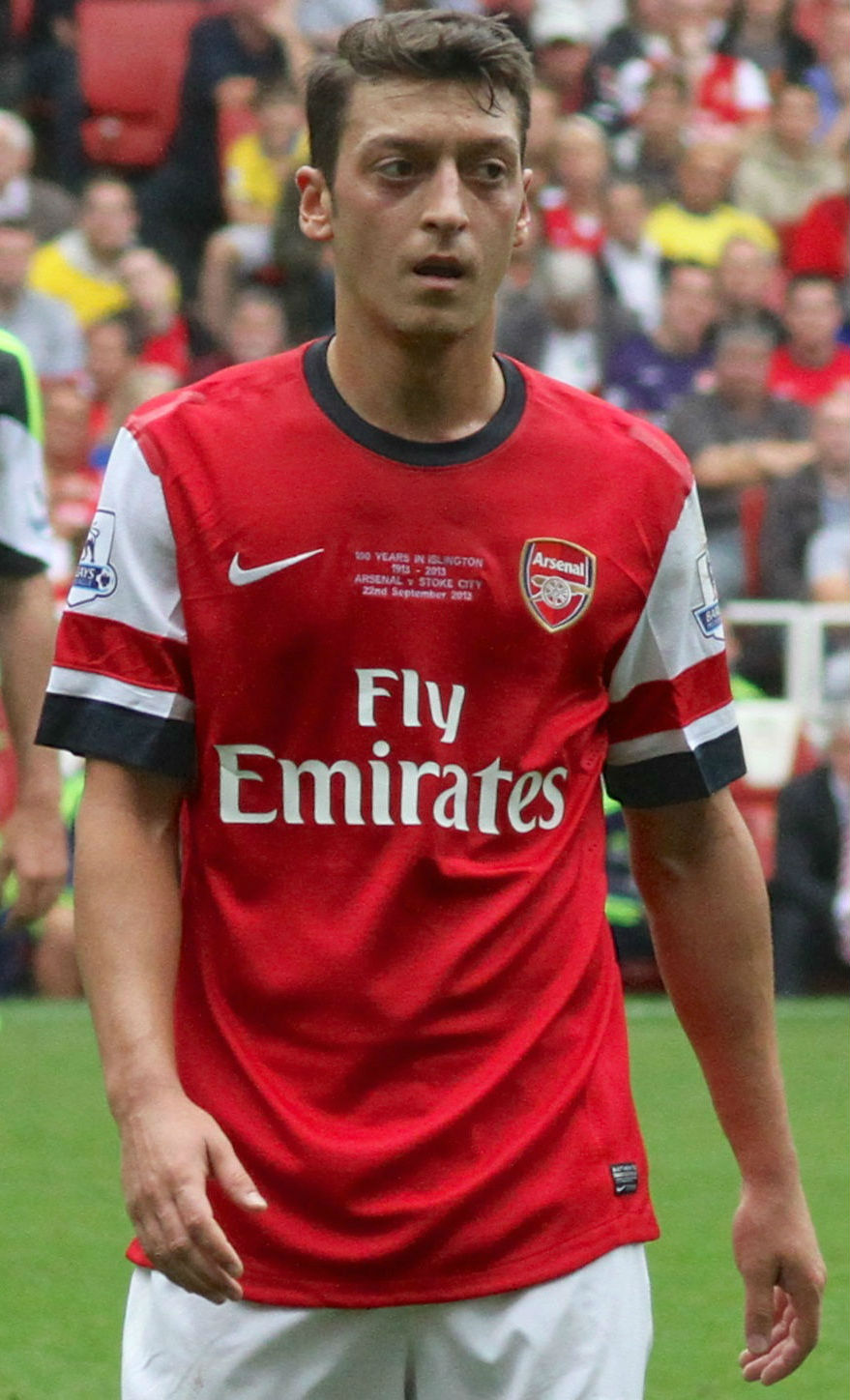
Mesut Özil (middenvelder)
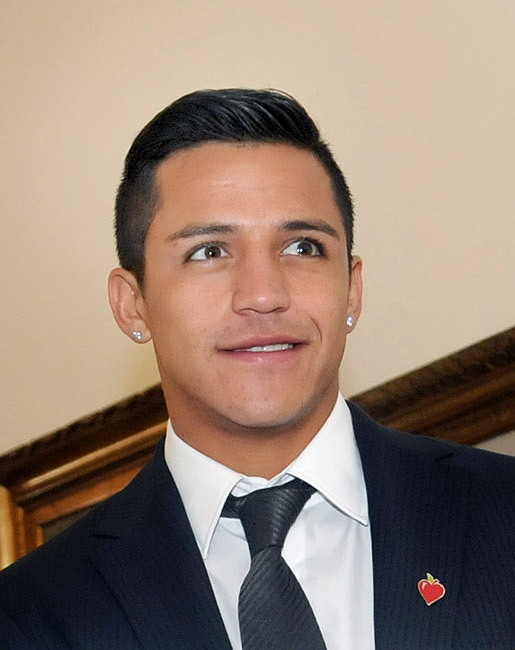
Alexis Sánchez (aanvaller)
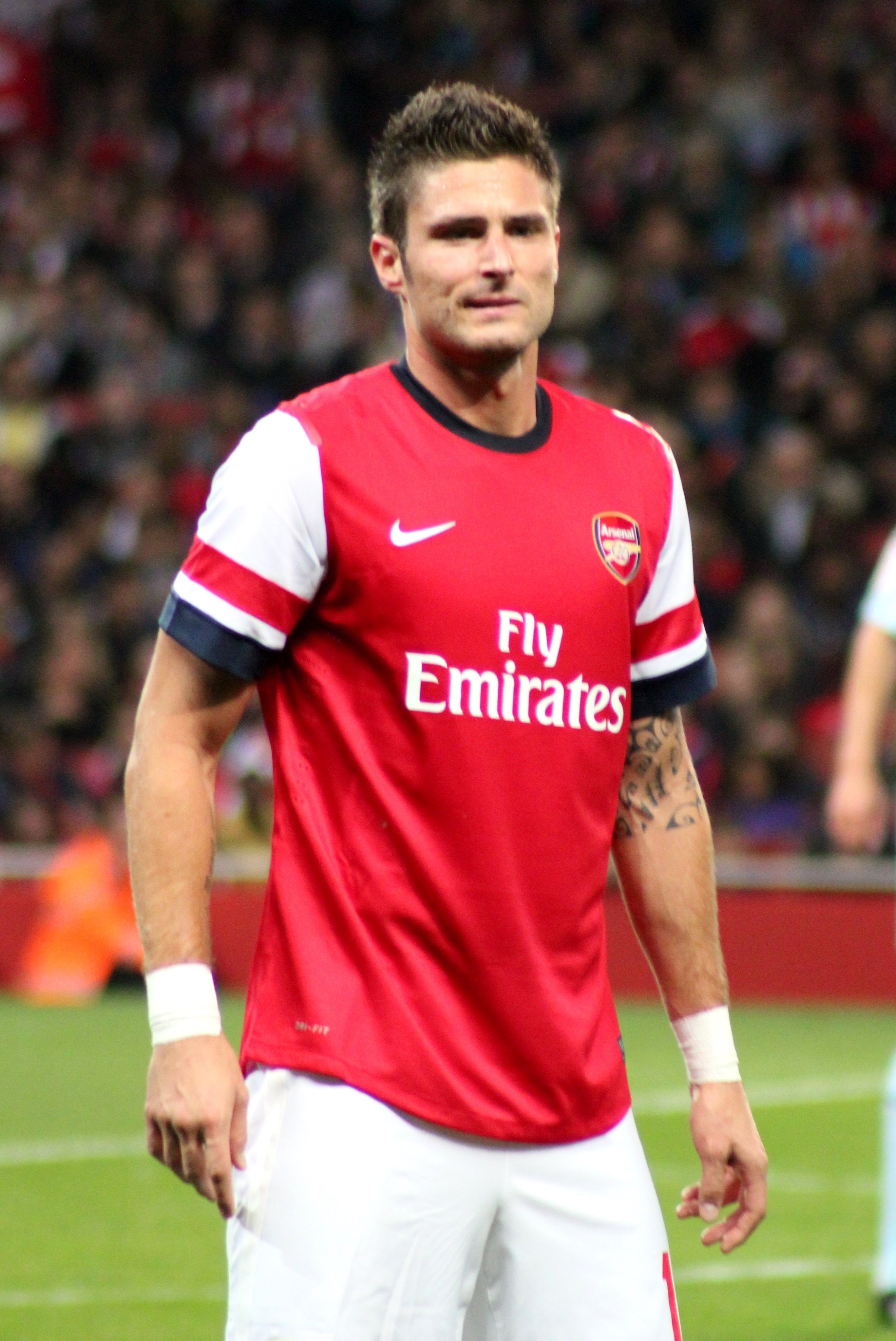
Olivier Giroud (aanvaller)